# قايدو روسي
قايدو روسي (بالإيطالية: Guido Rossi)‏ هو لاعب اتحاد الرغبي إيطالي، ولد في 28 أبريل 1959 في تريفيزو في إيطاليا.

## وصلات خارجية
- قايدو روسي عل موقع إسبنسكروم (الإنجليزية)